# Thijs Timmermans
Thijs Timmermans (Gouda, 25 juli 1998) is een Nederlands voetballer die als middenvelder speelt.

## Carrière
Thijs Timmermans speelde in de jeugd van ADO Den Haag en SV ARC. Aan het einde van het seizoen 2016/17 speelde hij enkele wedstrijden voor het eerste elftal van ARC. In het seizoen 2017/18 speelde hij op amateurbasis voor Jong ADO Den Haag, waarna hij in 2018 een contract tot 2020 bij FC Dordrecht tekende. Hij debuteerde voor FC Dordrecht op 7 september 2018, in de met 1-4 verloren thuiswedstrijd tegen Telstar. Eind augustus 2019 ging Timmermans naar het Poolse Odra Opole dat uitkwam in de I liga. In augustus 2020 ging Timmermans naar het Cypriotische PAEEK dat uitkomt in de B' Kategoria. Met zijn club won hij in 2021 de B' Kategoria. Vanaf de zomer van 2022 speelt hij bij St. Patrick's Athletic in de League of Ireland Premier Division.

### Statistieken
| Seizoen                  | Club           | Land           | Competitie     | Competitie | Competitie | Beker | Beker | Totaal | Totaal |
| Seizoen                  | Club           | Land           | Competitie     | Wed.       | Dlp.       | Wed.  | Dlp.  | Wed.   | Dlp.   |
| ------------------------ | -------------- | -------------- | -------------- | ---------- | ---------- | ----- | ----- | ------ | ------ |
| 2018/19                  | FC Dordrecht   | Nederland      | Eerste divisie | 26         | 0          | 1     | 0     | 27     | 0      |
| Carrièretotaal           | Carrièretotaal | Carrièretotaal | Carrièretotaal | 26         | 0          | 1     | 0     | 27     | 0      |
| Bijgewerkt op 9 mei 2019 |                |                |                |            |            |       |       |        |        |